# 安曇野市立豊科北中学校
安曇野市立豊科北中学校（あづみのしりつ とよしなきたちゅうがっこう）は、長野県安曇野市豊科にある市立の中学校。

## 沿革
- 1951年（昭和26年） - 旧豊科町と南穂高村の学校組合による組合立豊穂中学校を設置[1]。
- 1952年（昭和27年） - 上川手村が加入[1]。
- 1953年（昭和28年） - .高家村が加入[1]。
- 1955年（昭和30年） - 豊科町立豊科中学校となる。
- 1985年（昭和60年）4月2日 - 豊科中学校から、当校（豊科町立豊科北中学校）と豊科町立豊科南中学校の2校が分離開校。豊科中学校の跡地は1992年に豊科近代美術館に。
- 2005年（平成17年）10月1日 - 豊科町立豊科北中学校から安曇野市立豊科北中学校に改称。

## 交通
- JR大糸線豊科駅から徒歩15分。
- JR篠ノ井線田沢駅から徒歩30分。

## 部活動
- 男子バスケットボール部
- 女子バスケットボール部
- 男子バレーボール部
- 女子バレーボール部
- 男子ソフトテニス部
- 女子ソフトテニス部
- 陸上競技部
- 柔道部
- 野球部
- 吹奏楽部
- 美術部
- 科学部

## 学区
- 安曇野市豊科、豊科南穂高、豊科高家、豊科田沢、豊科光のうち
  - 成相区・新田区・寺所区・踏入区・細萱区・重柳区・アルプス区・徳治郎区・田沢区・小瀬幅区・大口沢区・光区（豊科）・桜坂区・熊倉区の一部[2]

## 備考
当校は、旧豊科中学校から分離して当校と豊科南中学校になった経緯から、旧豊科中学校校歌が両校の校歌になっている。